# William Skeoch Cumming

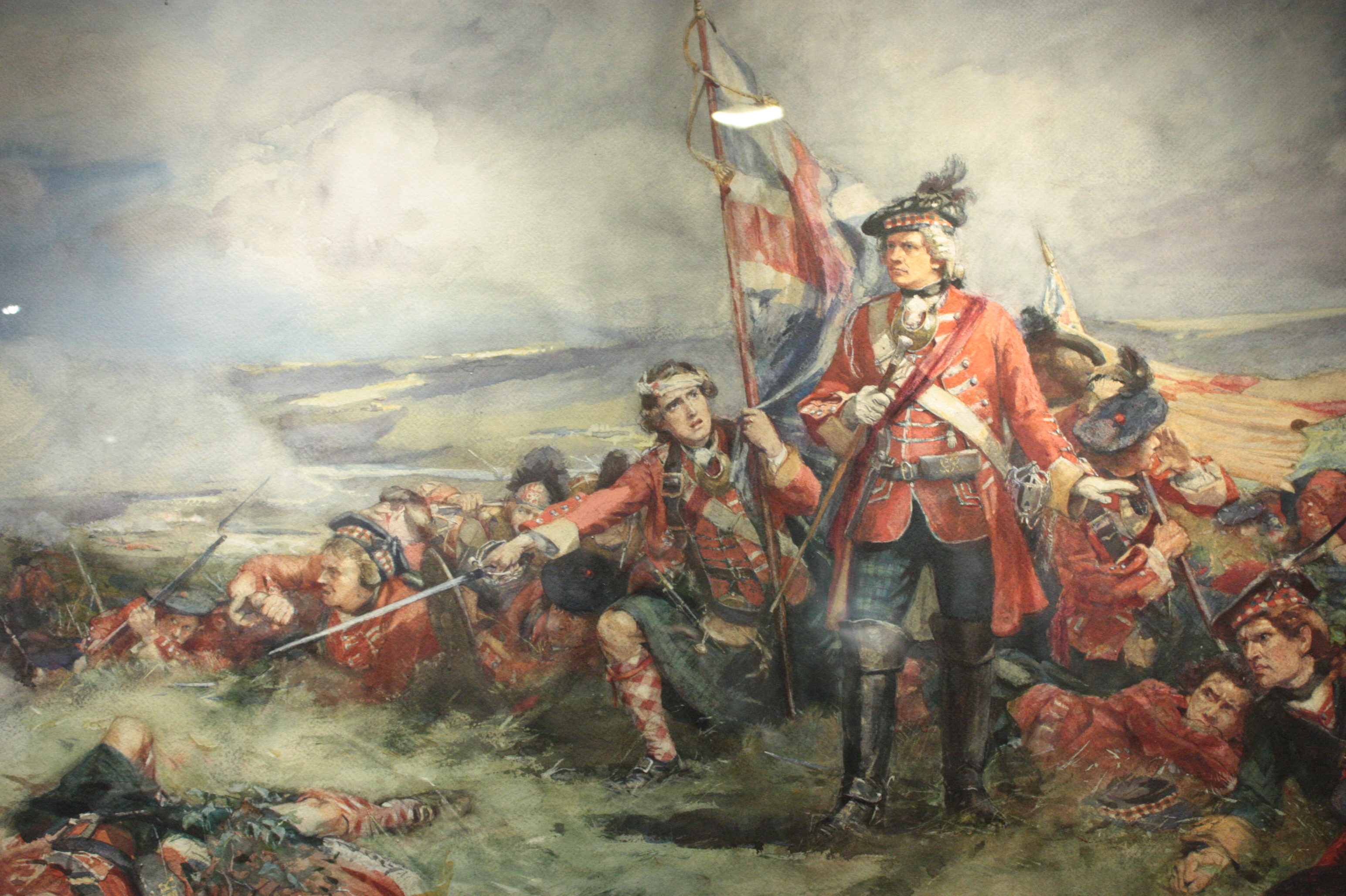
Černá hlídka v bitvě u Fontenoy od Williama Skeocha Cumminga

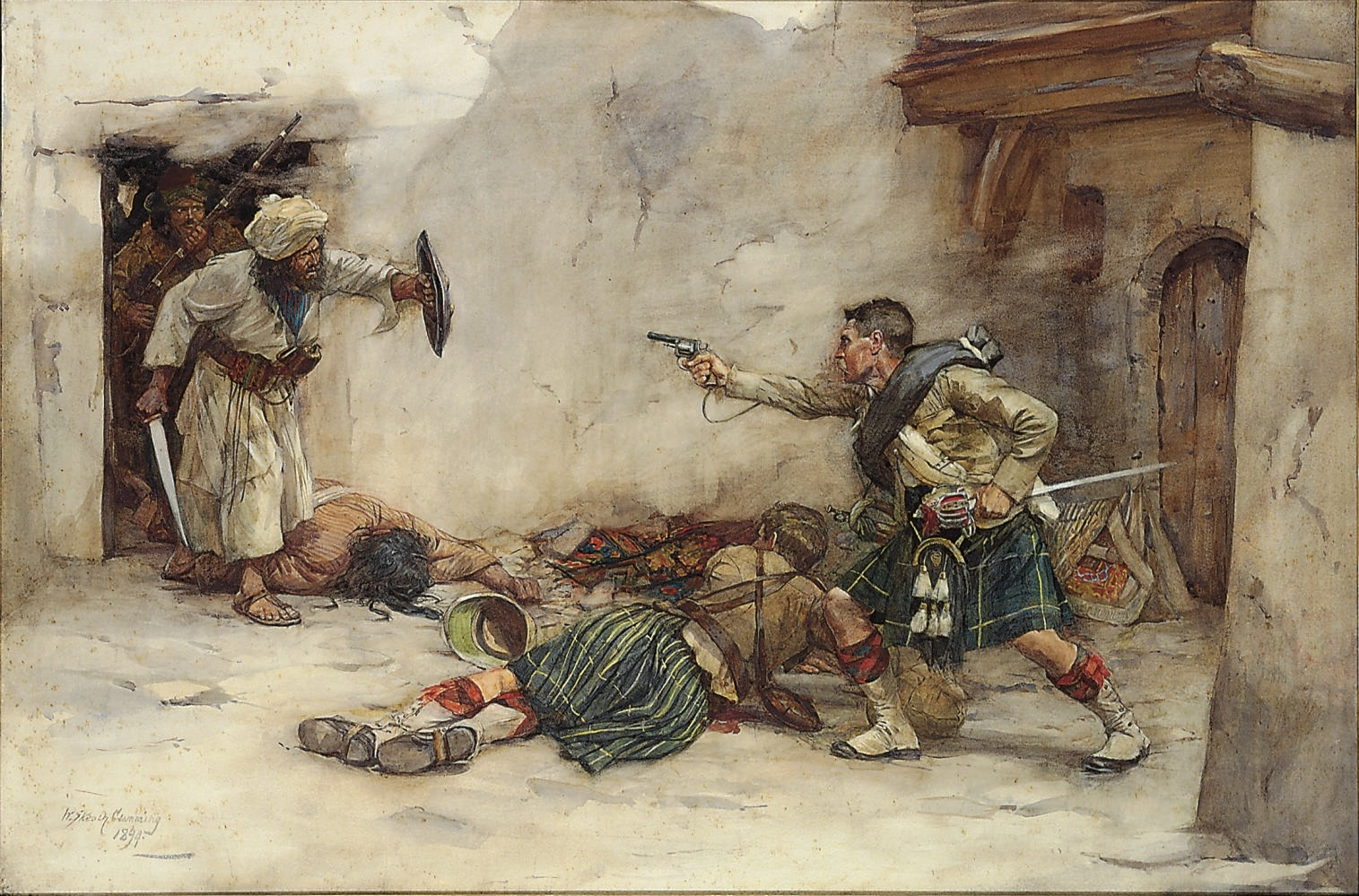
Incident během druhé anglo-afghánské války

William Skeoch Cumming (28. prosince 1864 Edinburgh – 10. dubna 1929 tamtéž), byl skotský akvarelista, především portrétů, vojenských předmětů a skotské vojenské historie a fotograf. Mezi rokem 1912 a svou smrtí se věnoval navrhování a výrobě čtyř velkých tapisérií. Cummingovy fotografie z druhé búrské války získaly určitý význam, a proto lze Cumminga považovat také za raného válečného fotografa .

## Životopis
Byl čtvrtým synem Johna Cumminga (1824–1908), rovněž umělce, a Jane Skeochové, která byla sestřenicí Horatio McCullocha . William před studiem na Edinburgh School of Art a Royal Scottish Academy School skicoval se svým otcem a svou uměleckou kariéru začal v Theatre Royal jako scénograf. Jeho náčrtky o skotském životě se objevily v časopise Black &amp; White z roku 1896. John Cumming se také zabývá fotografií a zúčastnil se první čistě fotografické výstavy v Londýně v roce 1852 na světě, „Exhibition of Recent Specimens of Photography“, kterou pořádala Royal Society of Arts .
Sloužil u 19. roty Imperial Yeomanry (dříve East Lothian a Berwickshire Imperial Yeomanry) v búrské válce, které velel sir James Percy Miller (1864–1906), jehož jezdecký portrét namaloval. Dne 23. února 1900 se jeho a dvě další kompanie nalodili na loď SS Carthaginian, která kotvila na řece Clyde, a 19. března 1900 dorazila do Kapského Města. Odtud byli posláni do různých táborů, než byli odesláni na frontu. Jeho akvarelové skici zaznamenávaly incidenty během kampaně a jeho portréty zobrazovaly postavy zapojené do války. Více než 300 jeho fotografií se nachází v Imperial War Museum. Cumming je tedy jedním z raných válečných fotografů, kteří patřili k bojujícím jednotkám.
Cumming se vrátil z Jižní Afriky, protože trpěl záchvatem úplavice. Možná byl také zraněn; v Cummingově inventáři jsou fotografie britského vojáka o berlích, který alespoň vypadá jako on. Fotografie ukazují, že William Skeoch Cumming pobýval ve Všeobecné nemocnici 22 v Pretorii. Jakmile se vrátil domů, připojil a sloužil u skotského koňského pluku.
Ubytoval se u své starší sestry a její rodiny a teprve krátce před svou smrtí se oženil s Belle Suttonovou, další akvarelistkou. Jeho studio bylo na adrese Queen Street 28, než se přestěhoval na adresu Buckingham Terrace 31.
Od roku 1912 až do své smrti v roce 1929 se věnoval navrhování a výrobě čtyř velkých tapisérií.
Je pohřben v přístavbě z 20. století na Děkanském hřbitově poblíž jeho centra.

## Fotografie z Indie
Imperial War Museum připisuje Williamu Skeochovi Cummingovi některé fotografie z Indie – podle toho musel dočasně pobývat v této tehdejší britské kolonii, konkrétně v Dillí.

## Galerie

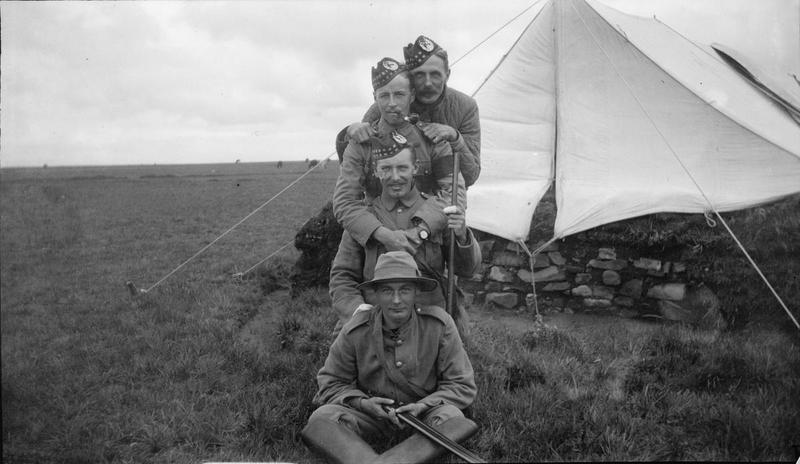
Druhá búrská válka, Cumming je horní nebo poslední v řadě
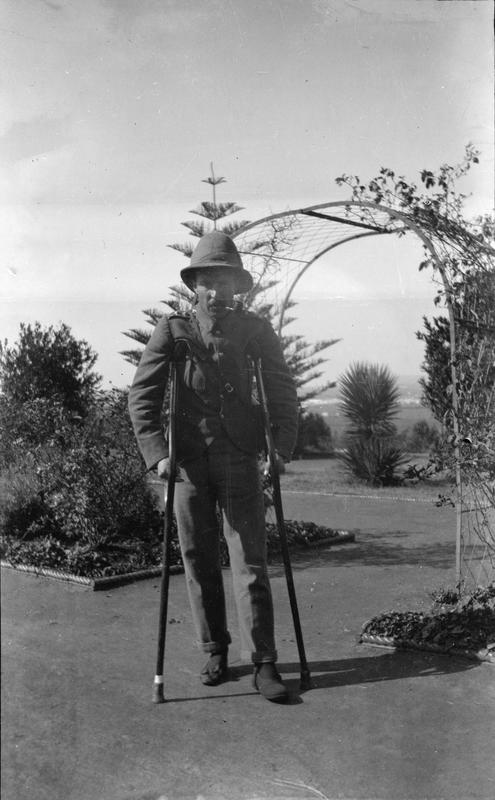
Druhá búrská válka, britský voják o berlích, možná William Skeoch Cumming
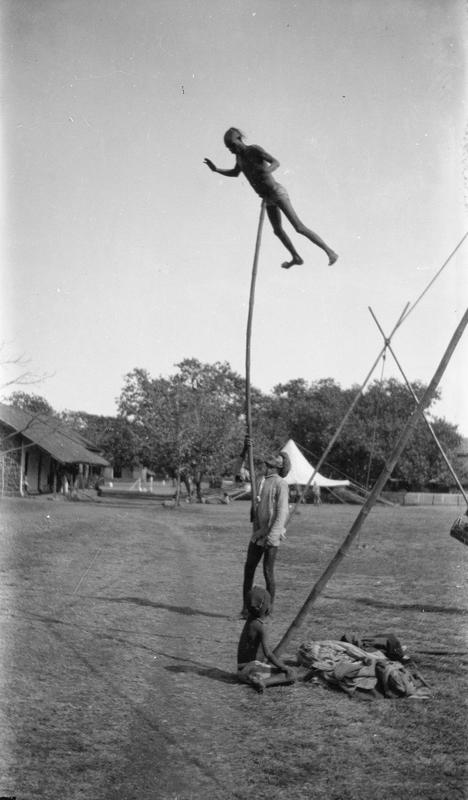
Indián zvedá svého společníka
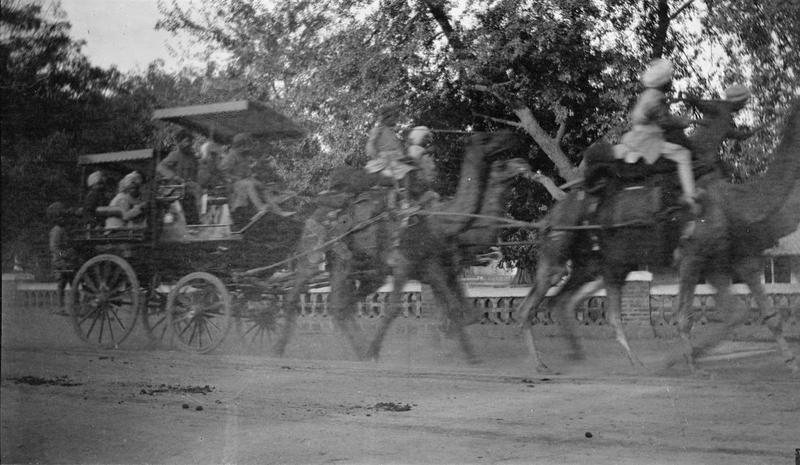
Velbloudem tažený vůz na ulicích jednoho z indických měst
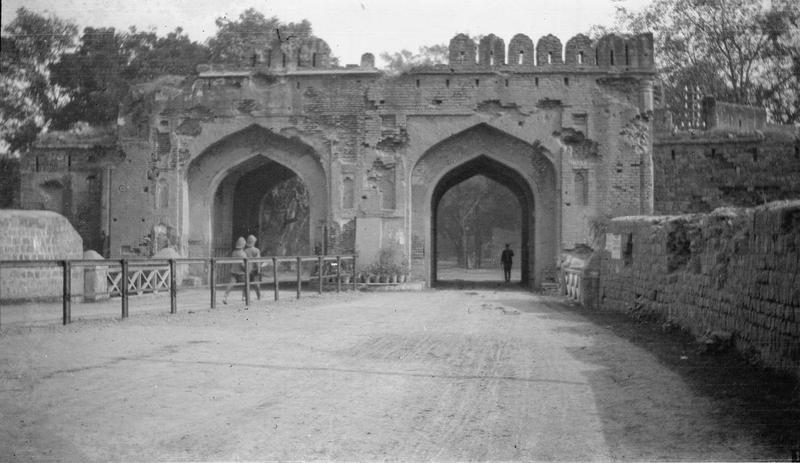
Kašmírská brána v Dillí, Indie
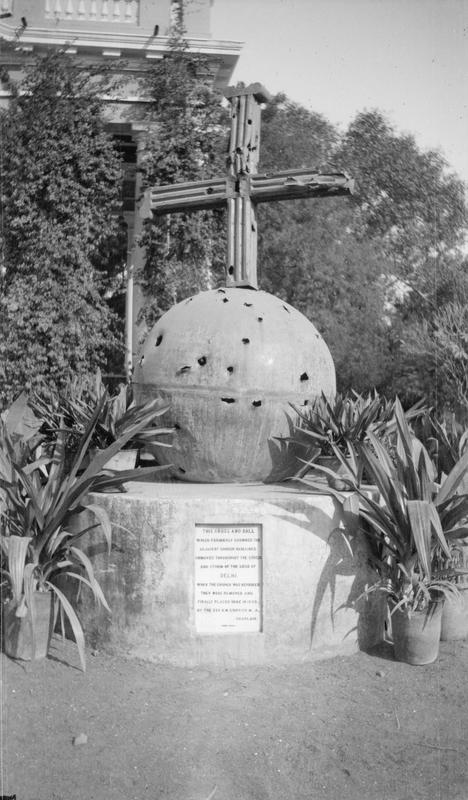
Pomník kříže a královského jablka z kostela v Dillí, Indie…
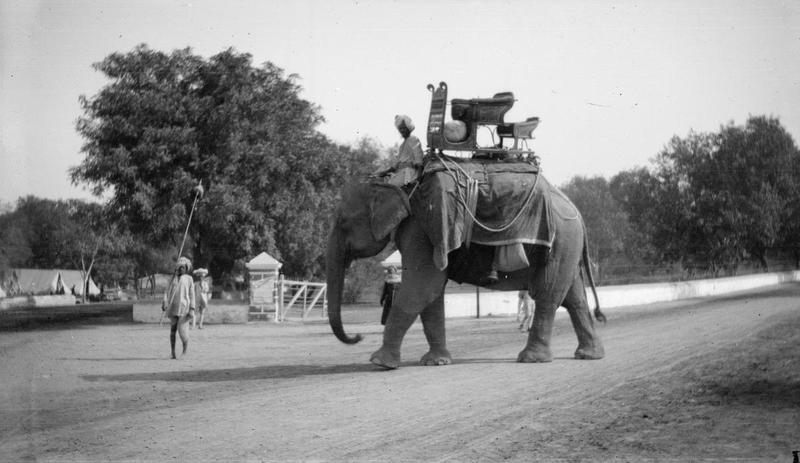
Indičtí domorodci jedoucí na slonech v indickém Dillí
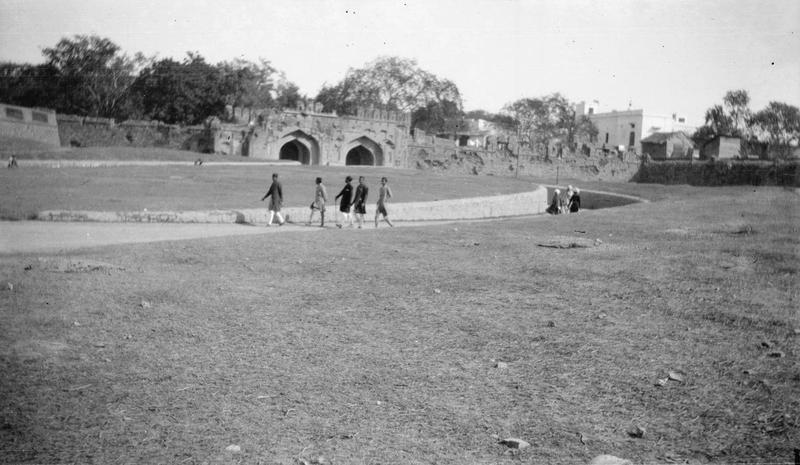
Skupina indických domorodců procházejících kolem staré pevnosti v Dillí, Indie
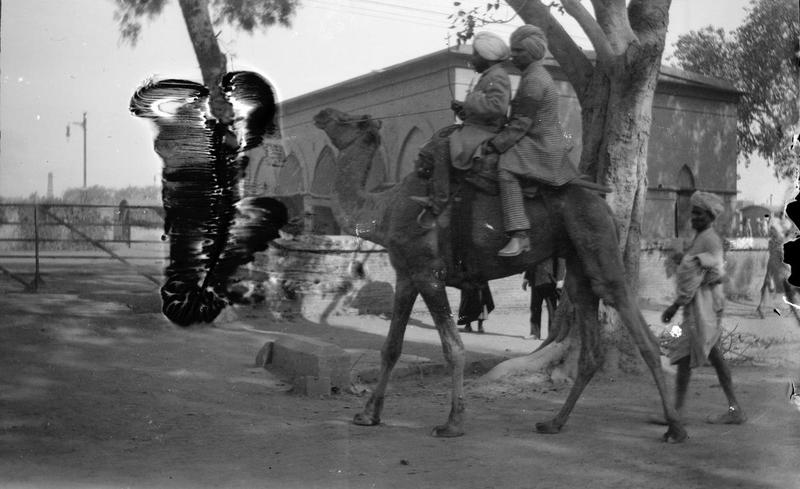
Indiánští domorodci jedoucí na velbloudovi
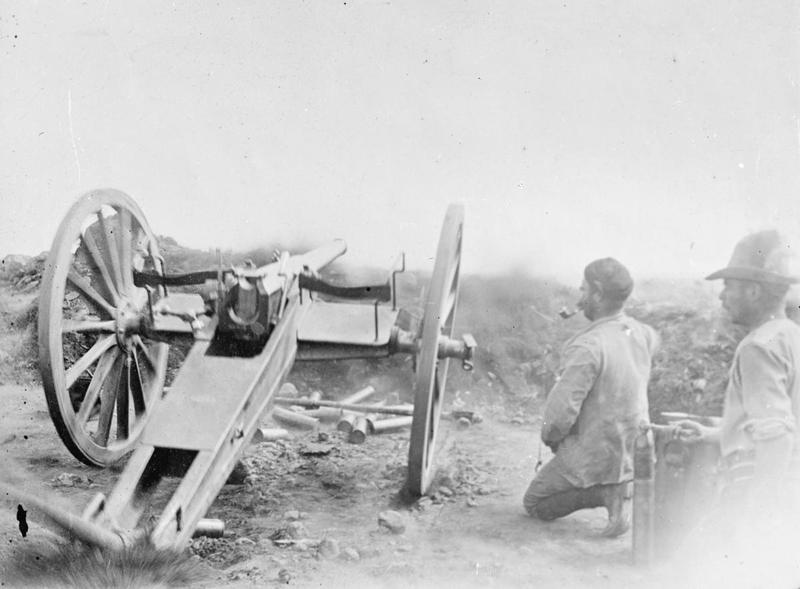
The Second Boer War, 1899-1902 (Druhá búrská válka), britská vojska obsadila dělo Krupp Búrských bojovníků
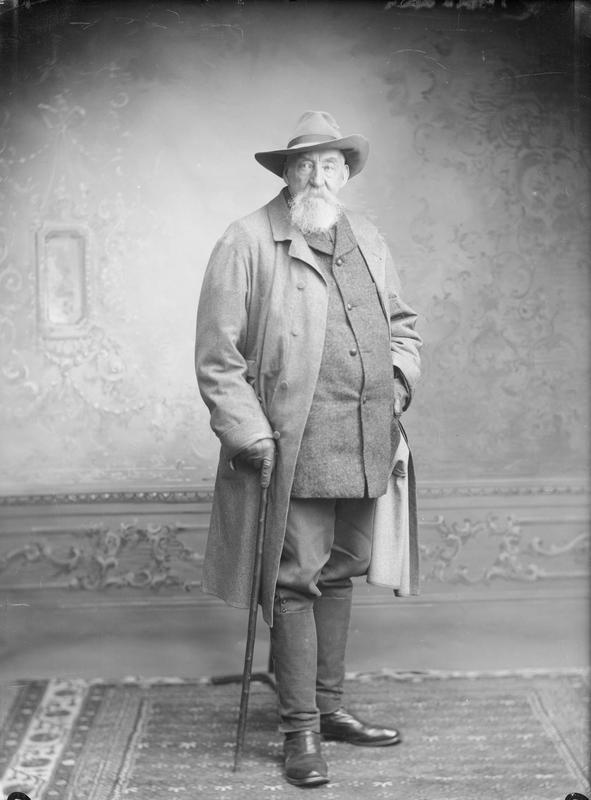
The Second Boer War, 1899-1902, Portrtrét starého muže, pravděpodobně veterána Britské armády
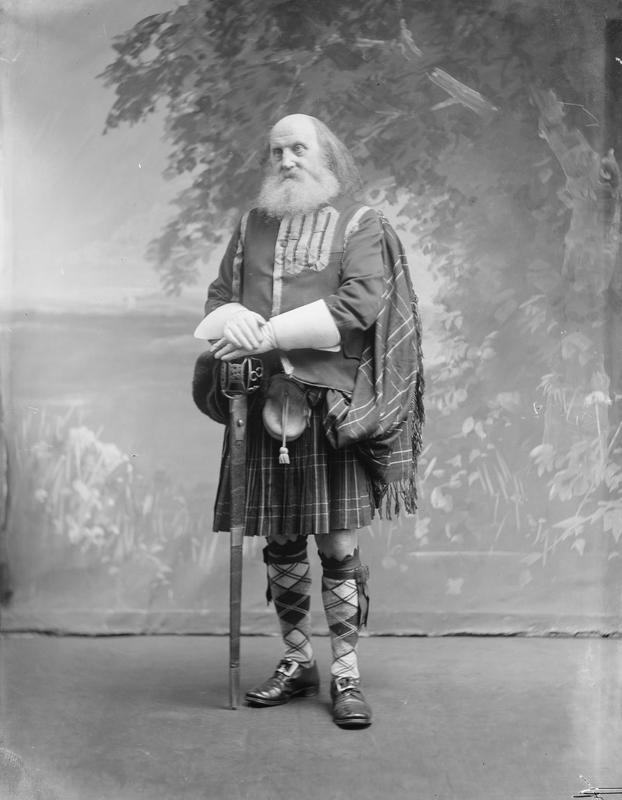
The Second Boer War, 1899-1902, Portrtrét starého Skota

## Skici a malby od Williama Skeocha Cumminga (výběr)

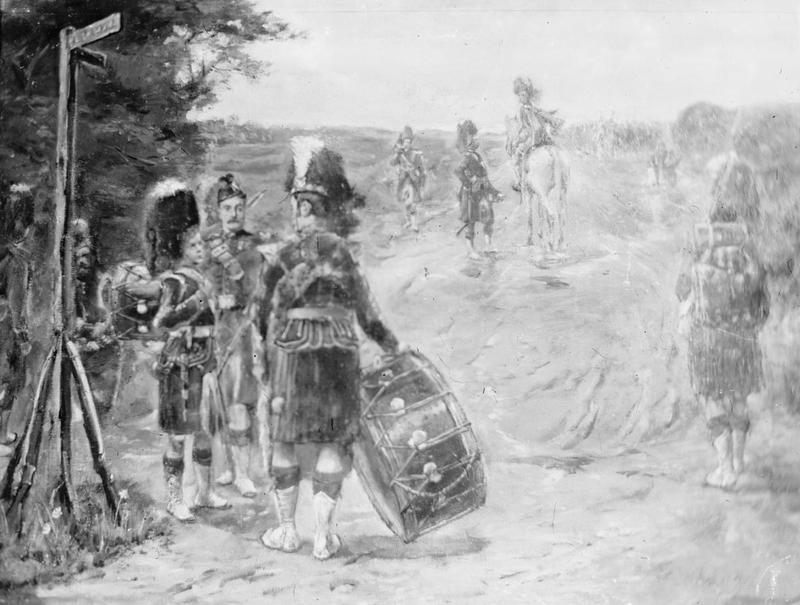
Druhá búrská válka, 1899–1902
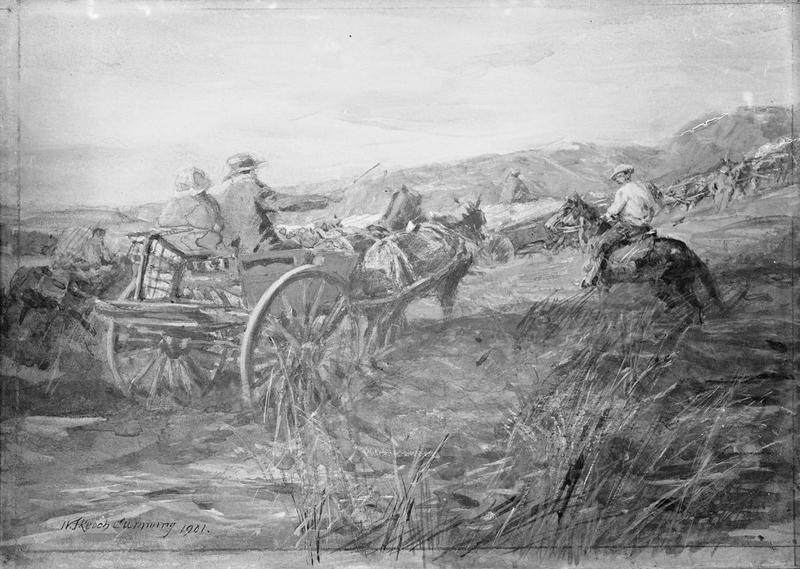
Druhá búrská válka, 1899–1902
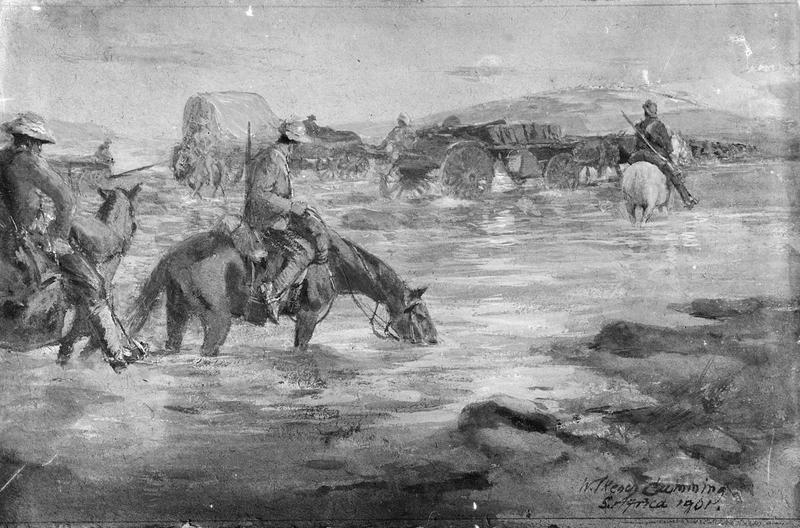
Druhá búrská válka, 1899–1902
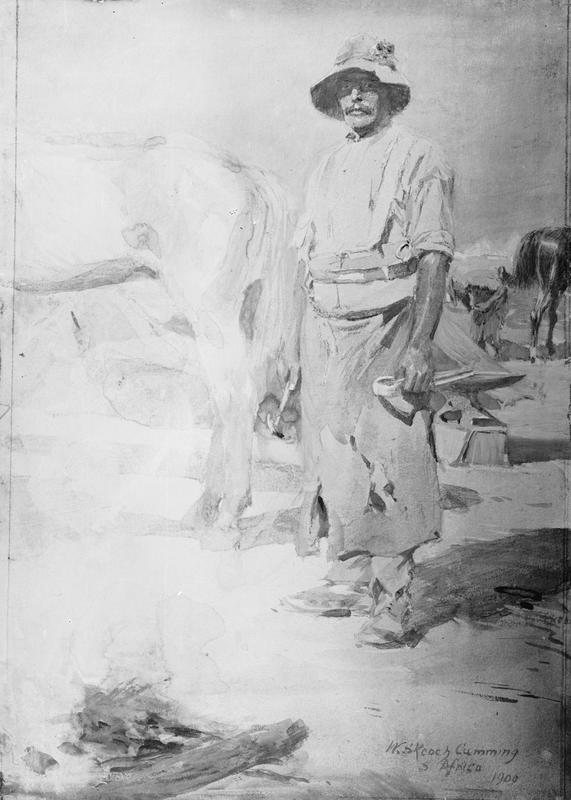
Druhá búrská válka, 1899–1902
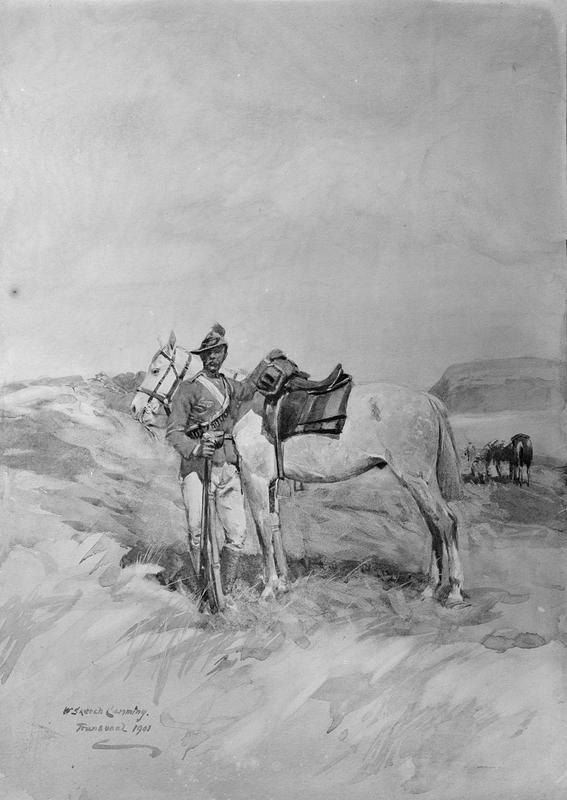
Druhá búrská válka, 1899–1902
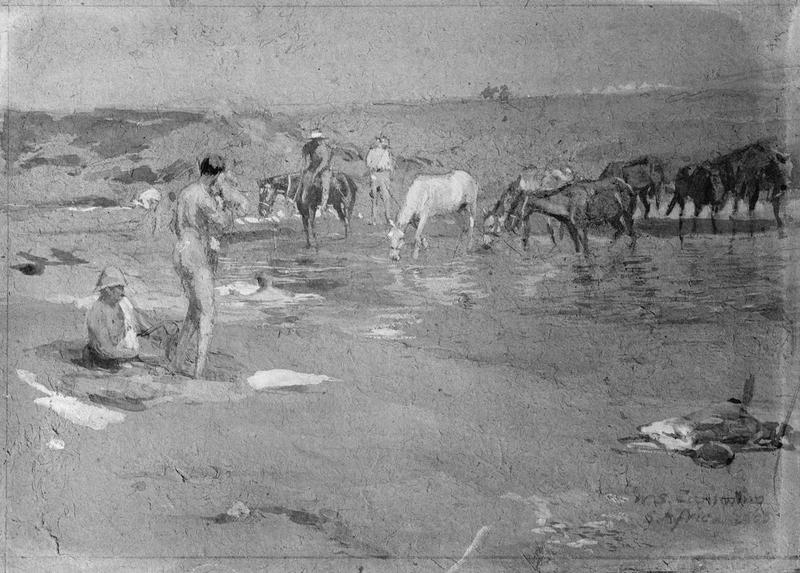
Druhá búrská válka, 1899–1902
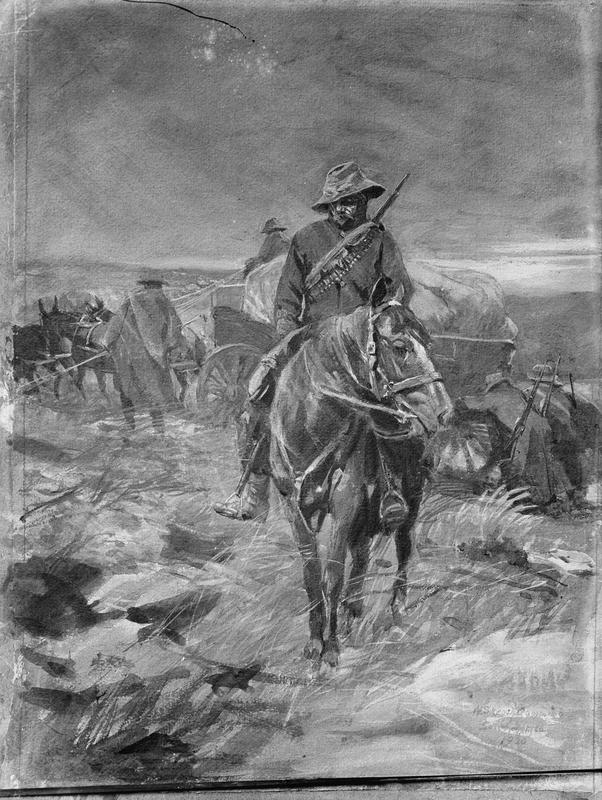
Druhá búrská válka, 1899–1902
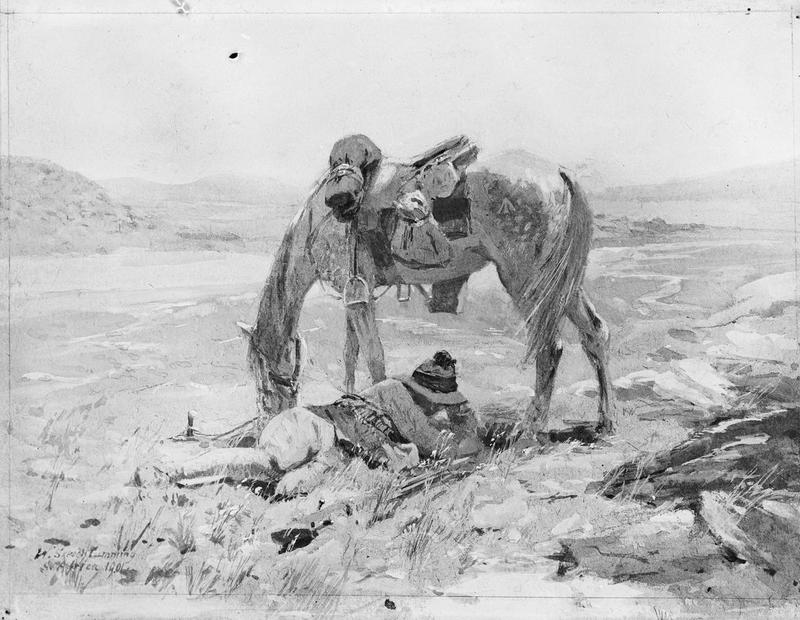
Druhá búrská válka, 1899–1902
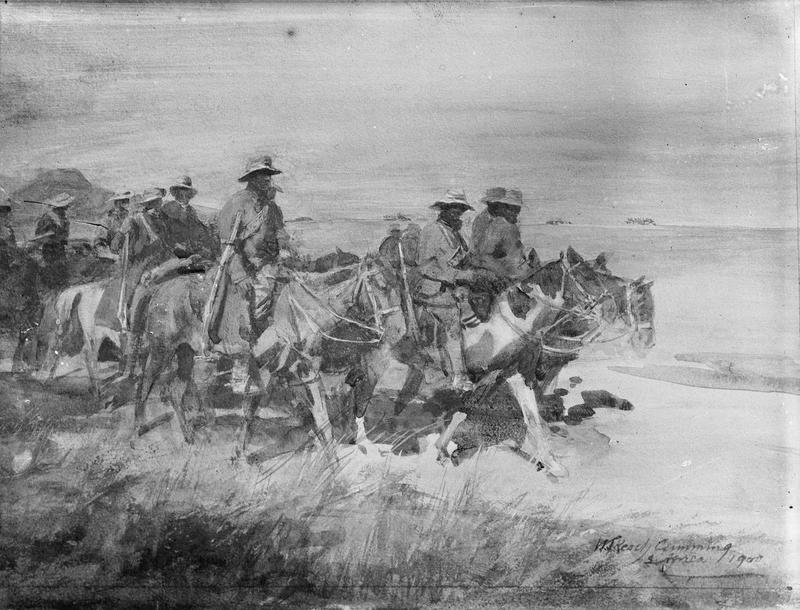
Druhá búrská válka, 1899–1902
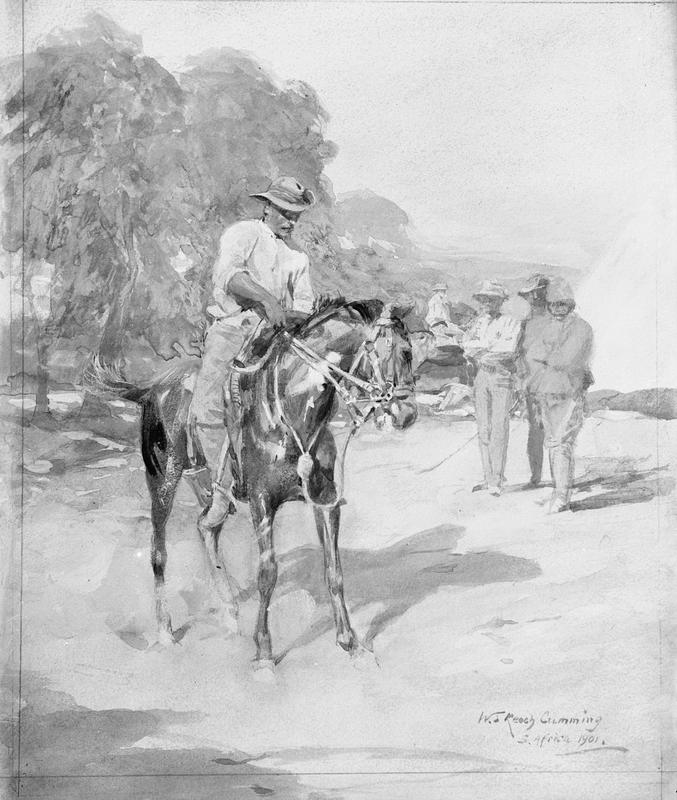
Druhá búrská válka, 1899–1902
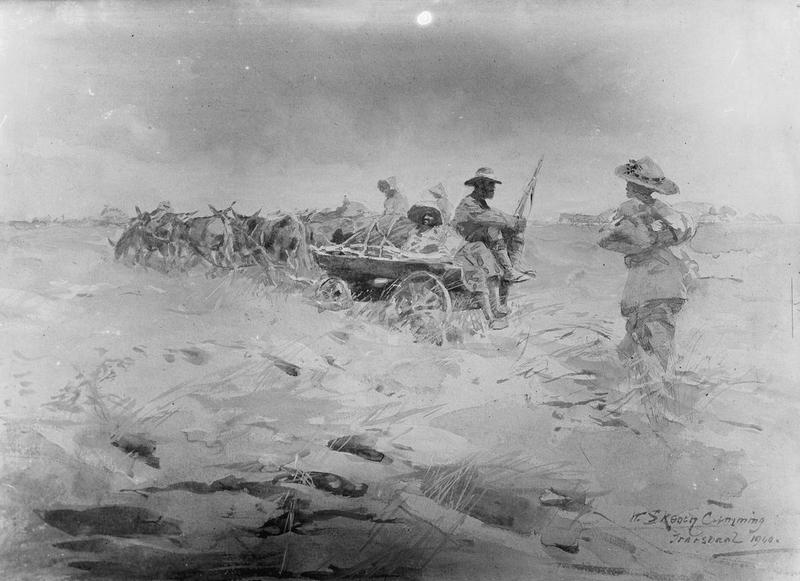
Druhá búrská válka, 1899–1902
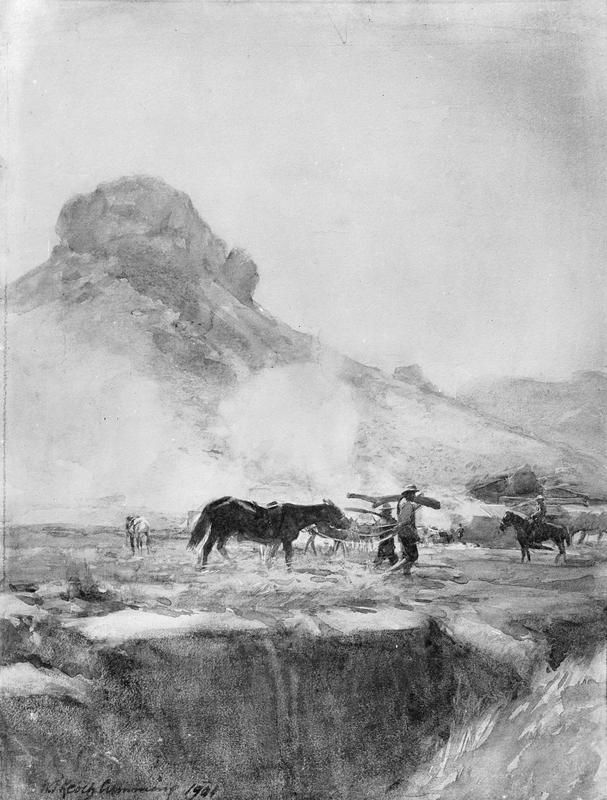
Druhá búrská válka, 1899–1902
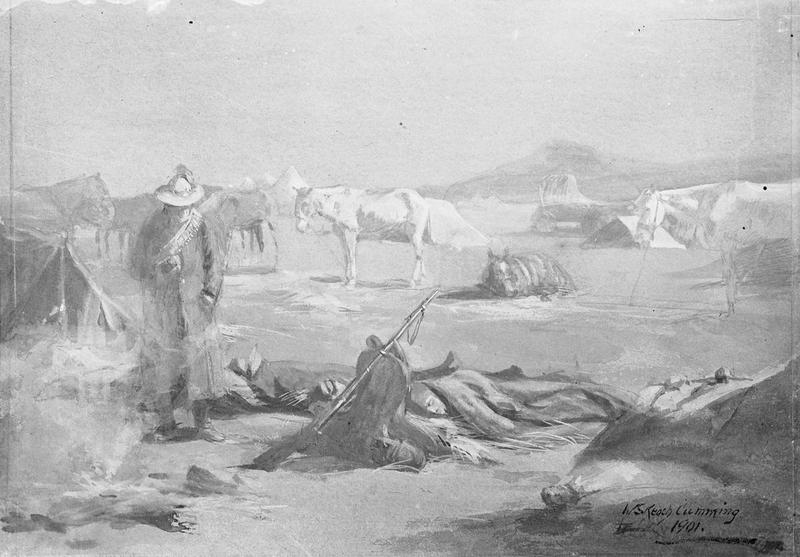
Druhá búrská válka, 1899–1902
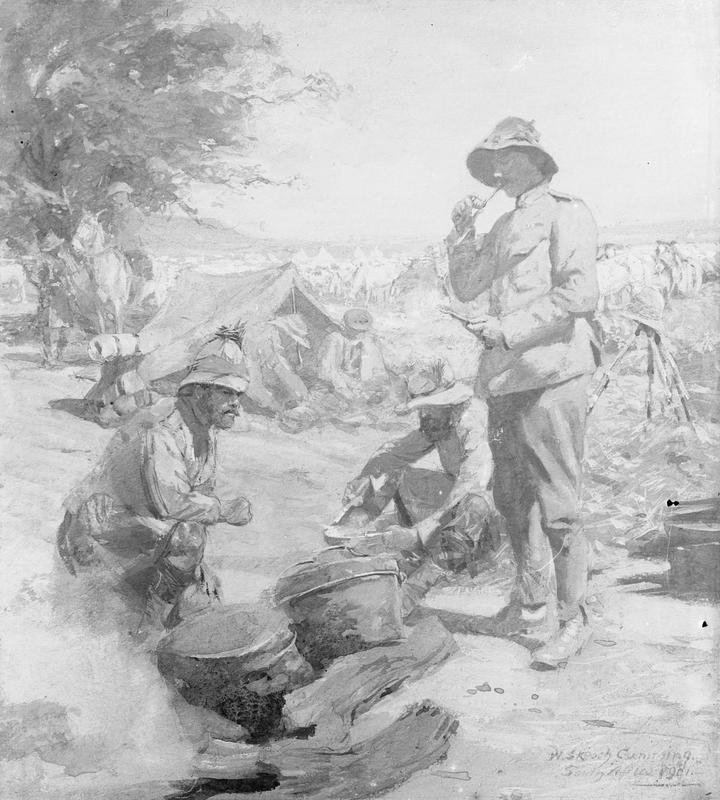
Druhá búrská válka, 1899–1902
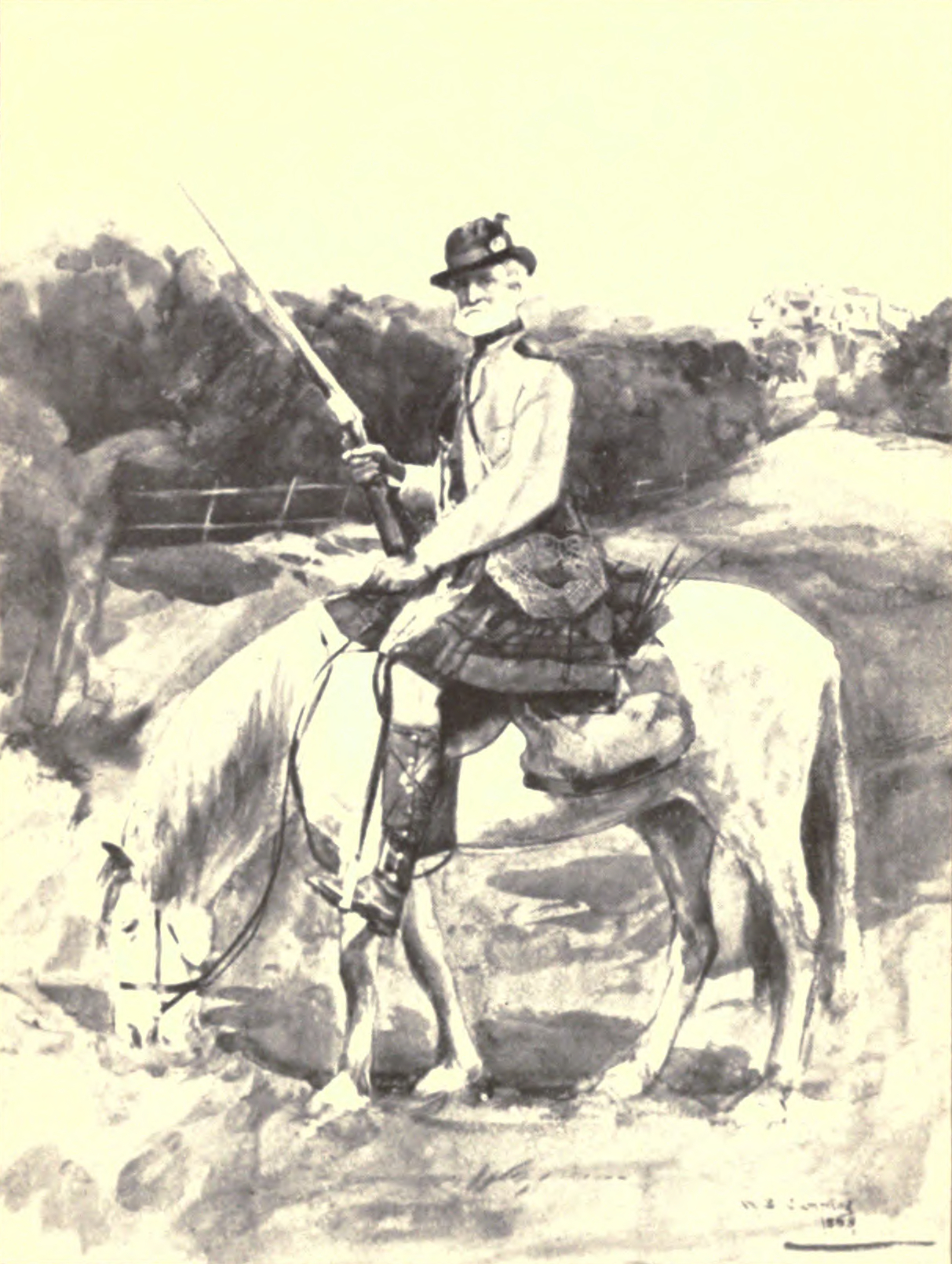
James Wolfe Murray of Cringletie
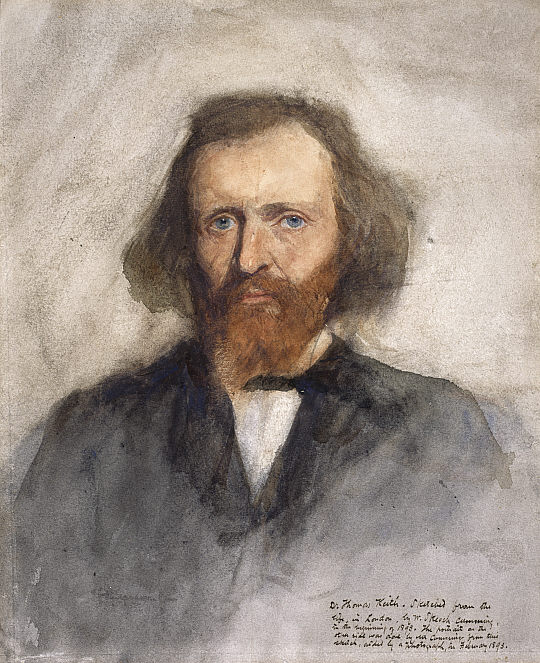
Thomas Keith, skotský lékař a amatérský fotograf